# Dennis Talbot
Dennis Alan Talbot (* 18. April 1954 in Rylstone, New South Wales) ist ein ehemaliger australischer Boxer.

## Biografie
Dennis Talbot begann 1969 mit dem Boxsport und war 15 Jahre lang aktiv. Er nahm an den Olympischen Sommerspielen 1972 in München im Halbfliegengewichtsturnier teil. Gleich bei seinem Debüt konnte er den amtierenden Olympiasieger Francisco Rodríguez aus Venezuela durch einen Knockout aus dem Turnier nehmen. Der venezolanische Trainer sprach nach diesem Resultat von einer „nationale Katastrophe“. Jedoch war in der nächsten Runde auch für Talbot Schluss, dort unterlag er dem späteren Olympiasieger György Gedó aus Ungarn.
Bei den Olympischen Sommerspielen 2000 in Sydney war Talbot einer der Fackelträger.